# Comté d'Union (Nouveau-Mexique)
Pour l’article homonyme, voir Comté de Union.
Le comté d'Union est l’un des 33 comtés de l’État du Nouveau-Mexique, aux États-Unis. Il est situé dans le nord-est de l'État, sur les frontières avec les États du Colorado, de l'Oklahoma et du Texas. Son siège est la ville de Clayton. Selon le recensement de 2010, sa population est de 4 554 habitants, estimée en 2017 en 4 187 habitants. 

## Comtés adjacents
|                 | Comté de Las Animas Colorado   | Comté de Baca Colorado                           |
| Comté de Colfax | comté d'Union                  | Comté de Cimarron Oklahoma Comté de Dallam Texas |
|                 | Comté de Quay Comté de Harding | Comté de Hartley Texas                           |